# Carl Nauwerck

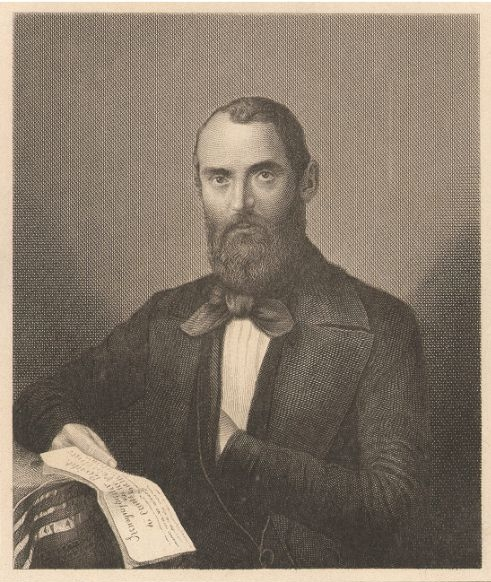
Carl Nauwerck

Die Freien. Zeichnung von Friedrich Engels. Von links nach rechts: Arnold Ruge, Ludwig Buhl, Karl Nauwerck, Bruno Bauer, Otto Wigand, Edgar Bauer, Eduard Meyen, zwei Unbekannte und Friedrich Köppen als Leutnant ganz rechts am Tisch sitzend.

Ludewig Gottlieb Carl Nauwerck (auch Karl, * 26. März 1810 in Salem, Herzogtum Lauenburg; † 7. Juli 1891 in Riesbach) war ein deutscher Journalist, Orientalist und Mitglied der Frankfurter Nationalversammlung.

## Leben
Carl Nauwerck wurde als uneheliches Kind der Maurertochter Marie Dorothee Zink geboren. Ludwig Nauwerck war sein Vater. Die Schulzeit absolvierte er an der Domschule in Ratzeburg. Nauwerck studierte von 1828 bis 1831 evangelische Theologie und Orientalistik an den Universitäten in Friedrich-Wilhelms-Berlin, Bonn und Jena. In Bonn wurde er 1828 Mitglied der Alten Bonner Burschenschaft. 1834 wurde er zum Dr. phil. in Halle promoviert. 1835 habilitierte er sich in Berlin. Mit einer venia legendi für arabische Literatur und Geschichte der Philosophie war er von 1836 bis 1844 als Privatdozent an der Philosophischen Fakultät tätig. Er war Mitglied des „Doctorklubbs“, in dem Karl Marx, Bruno und Edgar Bauer mitwirkten.
Nauwerck schrieb Artikel für die Zeitschrift Athenäum und war eifriger Mitarbeiter der Hallischen Jahrbücher. 1842/1843 war Nauwerck Korrespondent der Rheinischen Zeitung. 1844 wurde er Mitglied im Centralverein für das Wohl der arbeitenden Klassen. Ebenfalls 1844 wurde ihm ein Lehrverbot aufgrund freisinniger Meinungsäußerungen erteilt, nachdem Friedrich Wilhelm IV. Konsequenzen gegen den „patentirte[n] Revolutionär“ forderte. Seine Studenten protestierten gegen diese Sanktion. In der Folge wirkte er als freier Publizist in Berlin. Er war 1847/48 Stadtverordneter in Berlin. Mit Julius Berends vertrat er hier die äußerste Demokratie.
1848 wurde er für die zwei Wahlkreise 5. Provinz Brandenburg (Berlin, Georgenvorstadt) in das Paulskirchenparlament gewählt. Nauwerck nahm an jeder Sitzung der Nationalversammlung teil und war ein fleißiger Debattenredner. Er war Mitglied der Fraktion Deutscher Hof, später schloss er sich dem Centralmärzverein an. Außerdem saß er im "Durchführungs- und Fünfzehnerausschuß". Er engagierte sich vor allem für die Grundrechte, außenpolitisch für die polnische Solidarität, gegen die dänische Feudalsuprematie in der Schleswig-Holstein-Frage und für die Unabhängigkeit Italiens, innenpolitisch sprach er über die Arbeitslosen. Er vertrat das Recht auf Arbeit und sprach sich gegen eine Löwengesellschaft aus.
Nach dem Scheitern der Deutschen Revolution 1848/49 floh er in die Schweiz. Hier wohnte er in Bönigen und Thun und ab 1850 in Rechberg. 1850 bis 1851 war er Herausgeber der wirtschaftspolitischen Beilage Actionair der Neuen Zürcher Zeitung. Ab 1859 hatte er einen Tabak- und Zigarrenhandel. In Abwesenheit wurde er 1851 wegen seiner Mitarbeit in den Ausschüssen des Paulskirchenparlaments zum Tode verurteilt, 1861 wurde er amnestiert. Er war gemeinsam mit Gottfried Kinkel Mitherausgeber der Zeitschrift Der deutsche Eidgenosse. Von 1862 bis 1877 war er Mitglied und Präsident des Deutschen Hülfsvereins zu Zürich. 1860 wurde er Mitglied der Auslandsgruppe des Deutschen Nationalvereins in Zürich. 1891 verstarb er verarmt in Riesbach, das kurz darauf nach Zürich eingemeindet wurde.
Am 5. Juli 1840 heiratete er in Neustrelitz Angelica Julia Coelestina Dubois (* 29. September 1816; † 14. Oktober 1900). Er hatte sechs Kinder: Robert Carl Cölestin Nauwerck (* 25. März 1841), Gabriela Johanna Sophie Amalie Luise Nauwerck (* 7. September 1842; † 14. Mai 1908); Arnold Carl Julius Ludwig Nauwerck (* 12. Juli 1845); Ludwig Emmanuel Carl Alexander Nauwerck (* 6. Juli 1847; † 17. Dezember 1916), Coelestin Nauwerck (1853–1938) und ein weiteres Kind.

## Zitate
„Mit dem lebhaften Wunsche, daß nächstes Jahr die deutschen Könige und Herzöge in Thierachern und Bönnigen, jedoch ohne Diäten, wir dagegen in Berlin leben, empfehle ich mich bis auf  Wiedersehen Ihrem gütigen Andenken.“

„Der Staat ist ein notwendiges Übel, der Fürst ein überflüssiges.“

„Die heutige Vossische Zeitung bringt folgende Erklärung des Herrn K. Nauwerck: „Laut den öffentlichen Blättern wird unter den Motiven, durch welche bewogen soeben die dem Zensurwesen vorgesetzten Ministerien das Aufhören der ‚Rheinischen Zeitung‘ mit dem 31. März verfügen, dieser Zeitung auch ‚Böswilligkeit‘ und ‚Frechheit‘ zur Last gelegt. Da ich an dem Blatte durch eine Reihe Artikel theilgenommen habe, so bin ich es mir selbst schuldig, was dieselben betrifft, jeden Vorwurf auf das Entschiedenste abzulehnen. Mein Gewissen gibt mir das Zeugnis, daß ich mein deutsches Vaterland treu liebe. Wer sich dessen bewußt ist, kann niemandem das Recht zugestehen, seine Ehre anzutasten.“ Berlin, 30. Januar 1843 Dr. Karl Nauwerck.“

„Herr Redakteur! Ihr Frankfurter Korrespondent führt mich unter denen auf, welche gegen das Wahlgesetz gestimmt haben. Vermuthlich verwechselte er mich mit dem Abg. Naumann aus Frankfurt a. d. O.; es bedurfte jedoch dann nicht des Beisatzes von „liberalen Berlinern“. Einem hiesigen Correspondenten sollte es nicht unbekannt sein, daß von allen 6 Abgeordneten für Berlin nur Einer entschieden demokratisch gesinnt ist. Um gefällige Aufnahme dieser Berichtigung bittet Ihr ergebenster Nauwerk, Abgeordneter aus Berlin. Frankfurt a. M., 7. März 1849.“

## Werke
- De progressibus generis humani, Dissertation, Halle 1834.
- De Stratone. Lampsaceno philosopho disquisitis. G. Reimer, Berlin 1836 (Habilitation 1835).
- Notiz über das arabische Buch Thoset ichwán asszafa d. h. Gabe der aufrichtige Freunde nebst Proben desselben, arabisch und deutsch. G. Reimer, Berlin 1837 Digitalisat.
- Ein Wort über freie Staatsverfassung. F. H. Nestler und Melle, Hamburg 1841 Digitalisat.
- Urkundliches zur Geschichte und Verfassung der Provinz Preußen. J. Eichler. Gedruckt bei Jul. Sittenfeld, Berlin 1841.
- Robert Milder:[14] Der Fürst und sein Minister. Verlag des Literarischen Comptoirs, Zürich und Winterthur 1843 Digitalisat
- Anekdota zur neuesten deutschen Philosophie und Publicistik von Bruno Bauer, Ludwig Feuerbach, Friedrich Köppen, Karl Nauwerck, Arnold Ruge und einigen Ungenannten. Band 2. Verlag des Literarischen Comptoirs, Zürich und Winterthur 1843.
- Anmerkungen zur Literarischen Zeitung. Verlag des Literarischen Comptoirs, Zürich und Winterthur 1843 Digitalisat.
- Polen's Zukunft und der Graf Gurowski. In: Georg Herwegh (Hrsg.): Einundzwanzig Bogen aus der Schweiz. Erster Theil. Verlag des Literarischen Comptoirs, Zürich und Winterthur 1843, S. 186–200.[15]
- Noch eine lustige Geschichte, die der Zensor der Rheinischen Zeitung gestrichen hat. In: Georg Herwegh (Hrsg.): Einundzwanzig Bogen aus der Schweiz. Erster Theil. Verlag des Literarischen Comptoirs, Zürich und Winterthur 1843, S. 358–363.[16]
- Über die Theilnahme am Staate. Otto Wigand, Leipzig 1844.
- Jouy: Die Kirche, der Temple und die Synagoge. Aus dem Französischen von K. Nauwerck. Wilhelm Hermes, Berlin 1844.
- Berliner Blätter. Sechs Hefte. Julius Springer, Berlin 1844 Viertes Heft Digitalisat.
- Zur Kunde der Hierarchie. Zwei Hefte. Otto Wigand, Leipzig 1845 Zweites Heft Digitalisat.
- Die Schlesische Frage. In: Wigand's Vierteljahrschrift. Erster Band, Otto Wigand, Leipzig 1845, S. 282–293 Google[17]
- Uebersicht der wichtigeren Abstimmungen der Preußischen Provinziallandtage 1841, 1843 und 1845. Veit, Berlin 1845.
- Hauptergebnisse der Landtags-Abschiede in Preußen, 1841, 1843, 1845. Übersichtlich von Karl Nauwerck. Fdd. Bethge's Verlagsbuchhandlung, Berlin 1846 Digitalisat.
- Der Streit zwischen Regierung und Geistlichkeit im Kanton Waadt. Bethges Verl.-Buchh., Berlin 1846 Digitalisat
- Die Thätigkeit der deutschen Bundesversammlung oder die wesentlichen Verhandlungen und Beschlüsse des Bundestags. Drittes Heft. Duncker und Humblot, Berlin 1846 Digitalisat.
- Die Thätigkeit der deutschen Bundesversammlung oder die wesentlichen Verhandlungen und Beschlüsse des Bundestags. Viertes Heft. Duncker und Humblot, Berlin 1846 Digitalisat.
- Die Verordnungen vom 3. Februar 1847 über die ständischen Einrichtungen in Preußen. beleuchtet von Karl Nauwerck. Mayer, Leipzig 1847.
- Das preußische Religionspatent vom 30. Mai 1847. Gustav Mayer, Leipzig 1847 Digitalisat.
- Statistisches Wörterbuch über die Vereinigten Staaten. Otto Wigand, Leipzig 1853 Digitalisat.